# Championnat du monde de badminton par équipes féminines 2020
Navigation
Bangkok 2018 Uber Cup 2022
La 28e édition du championnat du monde de badminton par équipes féminines, appelé également Uber Cup, a lieu à Aarhus au Danemark. C'est la première fois que le pays accueille cette compétition.
Initialement programmée du 16 au 24 mai 2020, la compétition a été reportée en raison de la pandémie de Covid-19 et devait se tenir du 3 au 11 octobre 2020. À la suite du forfait de plusieurs nations (Indonésie, Taipei chinois, Australie, Corée du Sud, etc.) et au refus de nombreux joueurs de faire le déplacement jusqu'au Danemark, la compétition est reportée une nouvelle fois et se dispute du 9 au 17 octobre 2021.

## Localisation de la compétition
Les épreuves se déroulent à la Ceres Arena à Aarhus au Danemark.

## Pays qualifiés

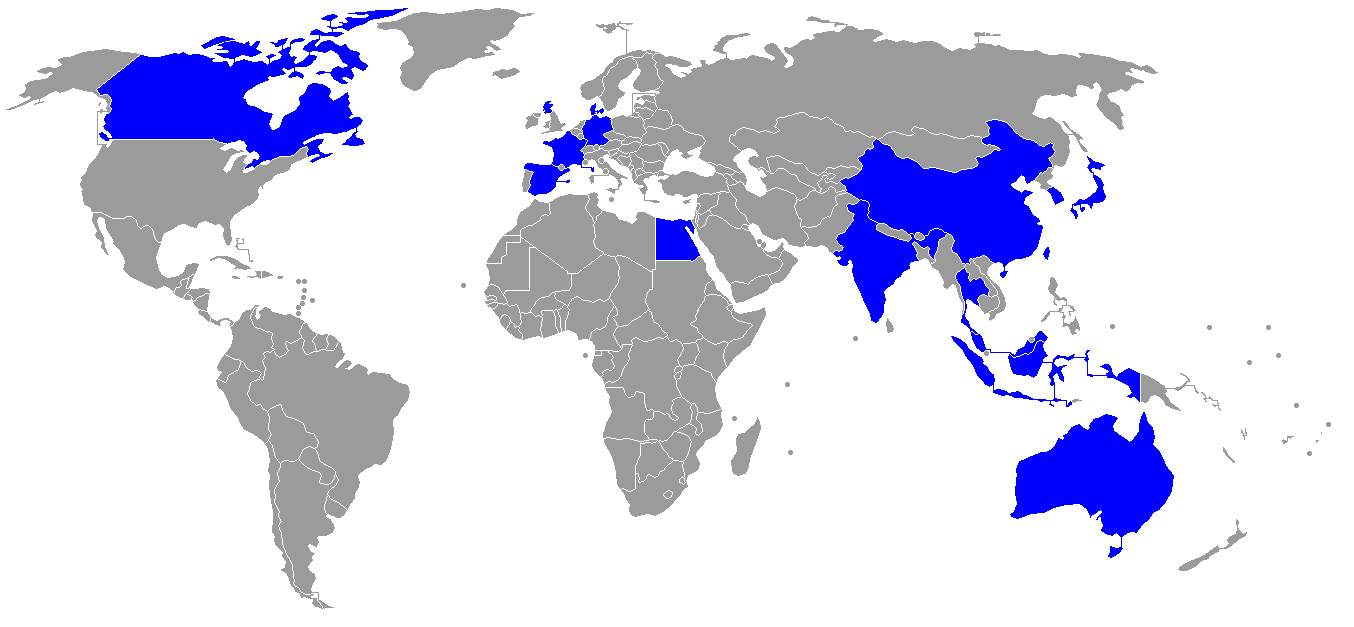
Nations participant à l'Uber Cup 2020.

16 nations participent à la compétition et sont désignées ainsi :
- le tenant du titre et le pays hôte, qualifiés d'office ;
- le champion d'Afrique 2020 (en) ;
- les 4 demi-finalistes des championnats d'Asie 2020 (en)
- les 4 demi-finalistes des championnats d'Europe 2020
- le champion d'Océanie 2020 (en) ;
- le champion des Amériques 2020 (en) ;
- les 3 nations les mieux classées au classement mondial, hormis celles ci-dessus.
- si le tenant du titre et/ou le pays organisateur participent et occupent une place qualificative dans leur tournoi de qualification continental respectif, la ou les deux équipes les mieux classées du même continent sont désignées remplaçants et peuvent participer.

| Confédération | Pays           | Critère de qualification                 | Tête de série |
| ------------- | -------------- | ---------------------------------------- | ------------- |
|               | Danemark       | Pays hôte (Champion d'Europe)            | 5/8           |
|               | Japon          | Tenant du titre (Champion d'Asie)        | 1             |
| Asie          | Corée du Sud   | Vice-champion d'Asie                     | 3/4           |
| Asie          | Malaisie       | Demi-finaliste des Championnats d'Asie   |               |
| Asie          | Thaïlande      | Demi-finaliste des Championnats d'Asie   | 3/4           |
| Asie          | Chine          | 2e rang mondial                          | 2             |
| Asie          | Indonésie      | 5e rang mondial                          | 5/8           |
| Asie          | Taipei chinois | 6e rang mondial                          | 5/8           |
| Asie          | Inde           | 7e rang mondial                          | 5/8           |
| Europe        | Allemagne      | Vice-champion d'Europe                   |               |
| Europe        | France         | Demi-finaliste des Championnats d'Europe |               |
| Europe        | Écosse         | Demi-finaliste des Championnats d'Europe |               |
| Europe        | Russie         | 12e rang mondial                         | Forfait       |
| Europe        | Espagne        | Invité                                   |               |
| Amériques     | Canada         | Champion d'Amérique                      |               |
| Afrique       | Égypte         | Champion d'Afrique                       |               |
| Océanie       | Australie      | Champion d'Océanie                       | Forfait       |
| Océanie       | Tahiti         | Invité                                   |               |

## Format de la compétition
Les seize nations participantes sont placées dans quatre poules de quatre équipes. Les quatre équipes s'affrontent sur trois jours et les deux premiers de chaque poule sont qualifiés pour les quarts de finale, stade à partir duquel les matches deviennent à élimination directe.
Chaque rencontre se joue en cinq matches : trois simples et deux doubles qui peuvent être joués dans n'importe quel ordre (accord entre les équipes).

## Phase de groupes
- en italique : qualifié pour les quarts de finale

| Équipe    | Points | Joués | Gagnés | Perdus | Matches | Matches | Sets | Sets | Points | Points |
| Équipe    | Points | Joués | Gagnés | Perdus | +       | -       | +    | -    | +      | -      |
| --------- | ------ | ----- | ------ | ------ | ------- | ------- | ---- | ---- | ------ | ------ |
| Japon     | 3      | 3     | 3      | 0      | 15      | 0       | 30   | 0    | 631    | 341    |
| Indonésie | 2      | 3     | 2      | 1      | 8       | 7       | 18   | 14   | 571    | 541    |
| France    | 1      | 3     | 1      | 2      | 4       | 11      | 8    | 24   | 458    | 613    |
| Allemagne | 0      | 3     | 0      | 3      | 3       | 12      | 7    | 25   | 471    | 636    |

| 9 octobre  | Indonésie | 4 | 1 | Allemagne | [ FM 1 ] |
| 9 octobre  | Japon     | 5 | 0 | France    | [ FM 2 ] |
| 11 octobre | Indonésie | 4 | 1 | France    | [ FM 3 ] |
| 11 octobre | Japon     | 5 | 0 | Allemagne | [ FM 4 ] |
| 12 octobre | Japon     | 5 | 0 | Indonésie | [ FM 5 ] |
| 12 octobre | Allemagne | 2 | 3 | France    | [ FM 6 ] |

| Équipe    | Points | Joués | Gagnés | Perdus | Matches | Matches | Sets | Sets | Points | Points |
| Équipe    | Points | Joués | Gagnés | Perdus | +       | -       | +    | -    | +      | -      |
| --------- | ------ | ----- | ------ | ------ | ------- | ------- | ---- | ---- | ------ | ------ |
| Thaïlande | 3      | 3     | 3      | 0      | 15      | 0       | 30   | 1    | 648    | 374    |
| Inde      | 2      | 3     | 2      | 1      | 7       | 8       | 16   | 17   | 584    | 546    |
| Espagne   | 1      | 3     | 1      | 2      | 5       | 10      | 10   | 22   | 457    | 606    |
| Écosse    | 0      | 3     | 0      | 3      | 3       | 12      | 8    | 24   | 445    | 608    |

| 10 octobre | Inde      | 3 | 2 | Espagne | [ FM 7 ]  |
| 10 octobre | Thaïlande | 5 | 0 | Écosse  | [ FM 8 ]  |
| 12 octobre | Thaïlande | 5 | 0 | Espagne | [ FM 9 ]  |
| 12 octobre | Inde      | 4 | 1 | Écosse  | [ FM 10 ] |
| 13 octobre | Thaïlande | 5 | 0 | Inde    | [ FM 11 ] |
| 13 octobre | Espagne   | 3 | 2 | Écosse  | [ FM 12 ] |

| Équipe         | Points | Joués | Gagnés | Perdus | Matches | Matches | Sets | Sets | Points | Points |
| Équipe         | Points | Joués | Gagnés | Perdus | +       | -       | +    | -    | +      | -      |
| -------------- | ------ | ----- | ------ | ------ | ------- | ------- | ---- | ---- | ------ | ------ |
| Corée du Sud   | 3      | 3     | 3      | 0      | 14      | 1       | 29   | 2    | 649    | 247    |
| Taipei chinois | 2      | 3     | 2      | 1      | 11      | 4       | 22   | 9    | 570    | 370    |
| Égypte         | 1      | 3     | 1      | 2      | 5       | 10      | 10   | 21   | 379    | 560    |
| Tahiti         | 0      | 3     | 0      | 3      | 0       | 15      | 1    | 30   | 233    | 654    |

| 9 octobre  | Corée du Sud   | 5 | 0 | Tahiti         | [ FM 13 ] |
| 10 octobre | Taipei chinois | 5 | 0 | Égypte         | [ FM 14 ] |
| 11 octobre | Taipei chinois | 5 | 0 | Tahiti         | [ FM 15 ] |
| 11 octobre | Corée du Sud   | 5 | 0 | Égypte         | [ FM 16 ] |
| 13 octobre | Égypte         | 5 | 0 | Tahiti         | [ FM 17 ] |
| 13 octobre | Corée du Sud   | 4 | 1 | Taipei chinois | [ FM 18 ] |

| Équipe   | Points | Joués | Gagnés | Perdus | Matches | Matches | Sets | Sets | Points | Points |
| Équipe   | Points | Joués | Gagnés | Perdus | +       | -       | +    | -    | +      | -      |
| -------- | ------ | ----- | ------ | ------ | ------- | ------- | ---- | ---- | ------ | ------ |
| Chine    | 3      | 3     | 3      | 0      | 15      | 0       | 30   | 2    | 663    | 395    |
| Danemark | 2      | 3     | 2      | 1      | 8       | 7       | 20   | 15   | 647    | 596    |
| Canada   | 1      | 3     | 1      | 2      | 5       | 10      | 10   | 23   | 477    | 621    |
| Malaisie | 0      | 3     | 0      | 3      | 2       | 13      | 7    | 27   | 490    | 665    |

| 9 octobre  | Chine    | 5 | 0 | Canada   | [ FM 19 ] |
| 9 octobre  | Danemark | 4 | 1 | Malaisie | [ FM 20 ] |
| 10 octobre | Chine    | 5 | 0 | Malaisie | [ FM 21 ] |
| 10 octobre | Danemark | 4 | 1 | Canada   | [ FM 22 ] |
| 11 octobre | Malaisie | 1 | 4 | Canada   | [ FM 23 ] |
| 12 octobre | Chine    | 5 | 0 | Danemark | [ FM 24 ] |

## Phase finale

### Tableau
|  | Quarts de finale | Quarts de finale | Quarts de finale | Quarts de finale |           |           | Demi-finales | Demi-finales | Demi-finales | Demi-finales |  |  | Finale | Finale | Finale | Finale |
|  |                  |                  |                  |                  |           |           |              |              |              |              |  |  |        |        |        |        |
|  |                  |                  |                  |                  |           |           |              |              |              |              |  |  |        |        |        |        |
|  |                  |                  |                  |                  |           |           |              |              |              |              |  |  |        |        |        |        |
|  | Japon            | Japon            | 3                | 3                |           |           |              |              |              |              |  |  |        |        |        |        |
|  | Japon            | Japon            | 3                | 3                |           |           |              |              |              |              |  |  |        |        |        |        |
|  | Inde             | Inde             | 0                | 0                |           |           |              |              |              |              |  |  |        |        |        |        |
|  | Inde             | Inde             | 0                | 0                | Japon     | Japon     | 3            | 3            |              |              |  |  |        |        |        |        |
|  |                  |                  |                  |                  | Japon     | Japon     | 3            | 3            |              |              |  |  |        |        |        |        |
|  |                  |                  | Corée du Sud     | Corée du Sud     | 1         | 1         |              |              |              |              |  |  |        |        |        |        |
|  | Corée du Sud     | Corée du Sud     | Corée du Sud     | Corée du Sud     | 1         | 1         | 3            | 3            |              |              |  |  |        |        |        |        |
|  | Corée du Sud     | Corée du Sud     |                  |                  |           |           |              | 3            |              |              |  |  |        |        |        |        |
|  | Danemark         | Danemark         | 0                | 0                |           |           |              |              |              |              |  |  |        |        |        |        |
|  | Danemark         | Danemark         | 0                | 0                | Japon     | Japon     | 1            | 1            |              |              |  |  |        |        |        |        |
|  |                  |                  |                  |                  | Japon     | Japon     | 1            | 1            |              |              |  |  |        |        |        |        |
|  |                  |                  | Chine            | Chine            | 3         | 3         |              |              |              |              |  |  |        |        |        |        |
|  | Indonésie        | Indonésie        | Chine            | Chine            | 3         | 3         | 2            | 2            |              |              |  |  |        |        |        |        |
|  | Indonésie        | Indonésie        |                  |                  |           |           |              |              |              |              |  |  |        |        |        |        |
|  | Thaïlande        | Thaïlande        | 3                | 3                |           |           |              |              |              |              |  |  |        |        |        |        |
|  | Thaïlande        | Thaïlande        | 3                | 3                | Thaïlande | Thaïlande | 0            | 0            |              |              |  |  |        |        |        |        |
|  |                  |                  |                  |                  | Thaïlande | Thaïlande | 0            | 0            |              |              |  |  |        |        |        |        |
|  |                  |                  | Chine            | Chine            | 3         | 3         |              |              |              |              |  |  |        |        |        |        |
|  | Taipei chinois   | Taipei chinois   | Chine            | Chine            | 3         | 3         | 0            | 0            |              |              |  |  |        |        |        |        |
|  | Taipei chinois   | Taipei chinois   |                  |                  |           |           |              | 0            |              |              |  |  |        |        |        |        |
|  | Chine            | Chine            | 3                | 3                |           |           |              |              |              |              |  |  |        |        |        |        |
|  | Chine            | Chine            | 3                | 3                |           |           |              |              |              |              |  |  |        |        |        |        |
|  |                  |                  |                  |                  |           |           |              |              |              |              |  |  |        |        |        |        |

### Quarts de finale
| 14 octobre | Japon                             | 3 - 0 | Inde                              | Score        |
| ---------- | --------------------------------- | ----- | --------------------------------- | ------------ |
| SD         | Akane Yamaguchi                   | 1-0   | Malvika Bansod                    | 21-12, 21-17 |
| DD         | Yuki Fukushima / Mayu Matsumoto   | 1-0   | Tanisha Crasto / Rutaparna Panda  | 21-8, 21-10  |
| SD         | Sayaka Takahashi                  | 1-0   | Aditi Bhatt                       | 21-16, 21-7  |
| DD         | Misaki Matsutomo / Nami Matsuyama | -     | Treesa Jolly / Gayathri Gopichand | non disputé  |
| SD         | Asuka Takahashi                   | -     | Tasnim Mir                        | non disputé  |

| 14 octobre | Corée du Sud                 | 3 - 0 | Danemark                          | Score             |
| ---------- | ---------------------------- | ----- | --------------------------------- | ----------------- |
| SD         | An Se-young                  | 1-0   | Mia Blichfeldt                    | 14-21, 21-8, 21-8 |
| DD         | Lee So-hee / Shin Seung-chan | 1-0   | Maiken Fruergaard / Sara Thygesen | 21-17, 21-18      |
| SD         | Kim Ga-eun                   | 1-0   | Line Christophersen               | 21-17, 21-17      |
| DD         | Kim So-yeong / Kong Hee-yong | -     | Alexandra Bøje / Mette Poulsen    | non disputé       |
| SD         | Sim Yu-jin (en)              | -     | Line Kjærsfeldt                   | non disputé       |

| 14 octobre | Indonésie                                    | 2 - 3 | Thaïlande                                     | Score               |
| ---------- | -------------------------------------------- | ----- | --------------------------------------------- | ------------------- |
| SD         | Gregoria Mariska Tunjung                     | 0-1   | Pornpawee Chochuwong                          | 21-14, 10-21, 10-21 |
| DD         | Greysia Polii / Apriyani Rahayu              | 1-0   | Jongkolphan Kititharakul / Rawinda Prajongjai | 21-17, 17-21, 21-19 |
| SD         | Putri Kusuma Wardani                         | 0-1   | Busanan Ongbamrungphan                        | 9-21, 21-23         |
| DD         | Siti Fadia Silva Ramadhanti / Ribka Sugiarto | 1-0   | Puttita Supajirakul / Sapsiree Taerattanachai | 21-19, 15-21, 21-15 |
| SD         | Ester Nurumi Tri Wardoyo                     | 0-1   | Phittayaporn Chaiwan                          | 23-25, 8-21         |

| 14 octobre | Taipei chinois                  | 0 - 3 | Chine                      | Score               |
| ---------- | ------------------------------- | ----- | -------------------------- | ------------------- |
| SD         | Pai Yu-po                       | 0-1   | Chen Yufei                 | 16-21, 13-21        |
| DD         | Hsu Ya-ching / Hu Ling-fang     | 0-1   | Chen Qingchen / Jia Yifan  | 10-21, 21-18, 14-21 |
| SD         | Hung Yi-ting                    | 0-1   | He Bingjiao                | 14-21, 9-21         |
| DD         | Chang Ching-hui / Lee Chih-chen | -     | Huang Dongping / Li Wenmei | non disputé         |
| SD         | Yu Chien-hui                    | -     | Han Yue                    | non disputé         |

### Demi-finales
| 15 octobre | Japon                             | 3 - 1 | Corée du Sud                 | Score               |
| ---------- | --------------------------------- | ----- | ---------------------------- | ------------------- |
| SD         | Akane Yamaguchi                   | 0-1   | An Se-young                  | 14-21, 7-21         |
| DD         | Yuki Fukushima / Mayu Matsumoto   | 1-0   | Lee So-hee / Shin Seung-chan | 19-21, 21-16, 21-14 |
| SD         | Sayaka Takahashi                  | 1-0   | Kim Ga-eun                   | 18-21, 21-18, 21-14 |
| DD         | Misaki Matsutomo / Nami Matsuyama | 1-0   | Kim So-yeong / Kong Hee-yong | 21-17, 21-18        |
| SD         | Asuka Takahashi                   | -     | Sim Yu-jin                   | non disputé         |

| 15 octobre | Thaïlande                                          | 0 - 3 | Chine                      | Score        |
| ---------- | -------------------------------------------------- | ----- | -------------------------- | ------------ |
| SD         | Ratchanok Intanon                                  | 0-1   | Chen Yufei                 | 2-5 ab.      |
| DD         | Rawinda Prajongjai / Puttita Supajirakul           | 0-1   | Chen Qingchen / Jia Yifan  | 15-21, 10-21 |
| SD         | Pornpawee Chochuwong                               | 0-1   | He Bingjiao                | 15-21, 16-21 |
| DD         | Jongkolphan Kititharakul / Sapsiree Taerattanachai | -     | Huang Dongping / Li Wenmei | non disputé  |
| SD         | Busanan Ongbamrungphan                             | -     | Han Yue                    | non disputé  |

### Finale
| 16 octobre | Japon                             | 0 - 0 | Chine                      | Score               |
| ---------- | --------------------------------- | ----- | -------------------------- | ------------------- |
| SD         | Akane Yamaguchi                   | 1-0   | Chen Yufei                 | 21-18, 21-10        |
| DD         | Yuki Fukushima / Mayu Matsumoto   | 0-1   | Chen Qingchen / Jia Yifan  | 27-29, 21-15, 18-21 |
| SD         | Sayaka Takahashi                  | 0-1   | He Bingjiao                | 9-21, 18-21         |
| DD         | Misaki Matsutomo / Nami Matsuyama | 0-1   | Huang Dongping / Li Wenmei | 22-24, 21-23        |
| SD         | Aya Ohori                         | -     | Han Yue                    | non disputé         |